# Lassell (cráter marciano)
Lassell es un cráter de impacto situado en el cuadrángulo Coprates de Marte, localizado en las coordenadas 20.9° de latitud sur y 62.5° de longitud oeste. Tiene 92.0 km de diámetro y debe su nombre al astrónomo aficionado británico William Lassell. El nombre fue aprobado por la UAI en 1973.
| [[File:Wikilassel.jpg\|1200px\|alt={{{Alt\|{{{descripción}}}]]                                                                        |
| Cráter Lassell, fotografía de la cámara CTX a bordo del Mars Reconnaissance Orbiter. (El norte, hacia la izquierda de la fotografía). |